# Патракеево (Вологодская область)
Патракеево — деревня в Грязовецком районе Вологодской области.
Входит в состав Комьянского муниципального образования, с точки зрения административно-территориального деления — в Комьянский сельсовет.
Расстояние по автодороге до районного центра Грязовца — 24,7 км, до центра муниципального образования Хорошево — 2,6 км. Ближайшие населённые пункты — Евдокимово, Курапово, Огарково, Орлово.
По данным переписи в 2002 году постоянного населения не было.